# Tiernan Brady
Tiernan Brady là một nhà vận động quyền chính trị và LGBT của Ireland, người đã tham gia vào các chiến dịch cho phép kết hôn đồng giới ở Ireland và Úc. Ông là Giám đốc điều hành của Chiến dịch Bình đẳng tại Úc, chiến dịch quốc gia thành công cho Bình đẳng Hôn nhân Úc. Ông là giám đốc chính trị của chiến dịch "Có bình đẳng" thành công của Ireland, chứng kiến Ireland trở thành quốc gia đầu tiên trên thế giới giới thiệu bình đẳng hôn nhân bằng một cuộc bỏ phiếu công khai. Ông là Giám đốc Chiến lược HIV đồng tính trong GLEN - Mạng lưới bình đẳng đồng tính nam và đồng tính nữ Ireland và là Giám đốc chiến dịch của tương lai bình đẳng 2018.

## Đời tư
Brady sinh ra ở Enniskillen, Quận Fermanagh và lớn lên tại Cộng hòa Ireland ở Bundoran, Quận Donegal. Ông học tại Đại học Dublin (UCD), nơi ông trở thành chủ tịch của Kevin Barry Cumann.
Brady có bằng kinh tế tại UCD và bằng thạc sĩ về Quan hệ quốc tế từ DCU. Năm 1995, ông được chẩn đoán mắc bệnh bạch cầu cấp tính và trải qua 7 tháng trải qua hóa trị tại Bệnh viện St James, Dublin. Ông có ba chị em gái, một trong số đó là Tara Brady, nhà phê bình phim với The Irish Times.  Ông xác định là đồng tính.